# 哥倫比亞級核潛艇
哥伦比亚级潛艇（英語：Columbia-class submarine），早期称為俄亥俄级替换潛艇（英語：Ohio Replacement Submarine），是美国海军最新的弹道导弹核潜艇，用于取代14艘俄亥俄级彈道飛彈核潛艇。哥伦比亚级於2016年展開設計工作，2020年開始建造，預計2031年服役。

## 歷史
2016年5月，美国海军宣布通用動力獲選為主承包商，負責全部12艘哥伦比亚级潛艇的大部分工作，包括最終組裝。通用動力之前也負責組裝全部俄亥俄级潛艇。
2016年7月28日，海军宣布首艇SSBN-826命名為「哥倫比亞號」（Columbia），即美国首都华盛顿的正式名稱哥伦比亚特区（District of Columbia）之名，这也是首艘使用美国首都的名字命名的海军舰艇。虽然此名稱與服役中的洛杉磯級攻擊型核潛艇SSN-771重複，不过当时美国海军預計SSBN-826服役前，SSN-771已經退役，但未有時間表。但囿於國家財政和造艦速度，后来海軍傾向讓1995年成軍服役的SSN-771延長服役年限，这勢必與SSBN-826重疊，因此2022年6月3日，海军宣布将SSBN-826特別命名成「哥倫比亞特區號」（District of Columbia），以消除两艘现役舰艇使用相同名称的可能性，遵守联邦法律。但海軍沒有說明本級潛艇會否跟隨改名。
2016年10月，海军宣布次艇SSBN-827以聯邦州份威斯康辛州命名。
2021年，美国海军預計項目的總開支為1098億美元，即平均每艘潛艇的造價91.5億美元。若把項目的前期開支計算在內，則首艘的建造成本達到150億美元。

### 美英共同防禦協定
自從1963年北極星導彈銷售協議，英國皇家海軍的彈道飛彈潛艇一直使用美製彈道飛彈。英軍沒有陸基及空基核武，所以美製飛彈是英國唯一的核攻擊手段，三叉戟II型弹道导弹對英國極為重要。美國也承諾按照《共同防禦協定》繼續為英國提供/共享所需的技術，並會配合英軍的日程。
英國前卫级核潜艇的退役時間早於美國俄亥俄级核潛艇，所以美英共用的「通用導彈模組」早於2008年開始研究工作。英軍新一代無畏級核潛艇於2016年開始建造，比美軍哥倫比亞級潛艇早4年開工。由於英國承擔了通用導彈模組的部分研發費用，且生產數量增加，美國也受益於較低的平均生產成本。

## 規格

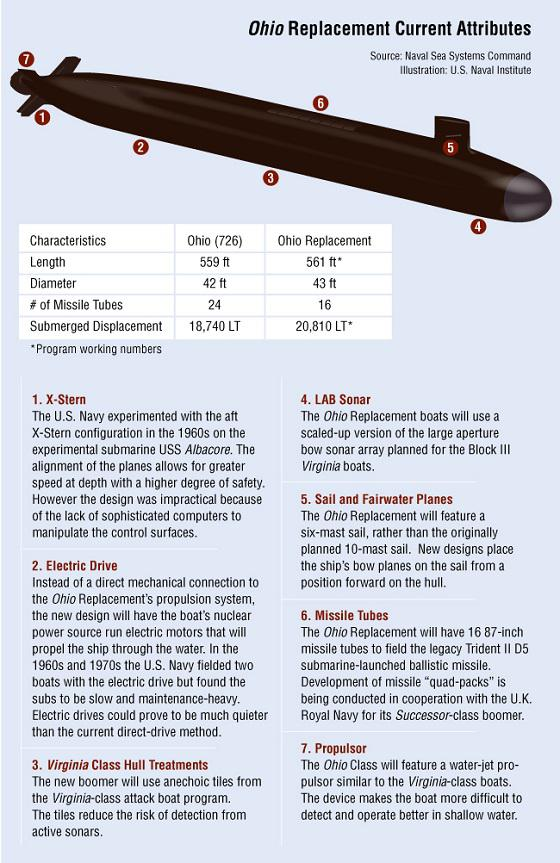
SSBN(X)

受惠於技術進步，哥倫比亞級在服役期間不用更換核燃料，縮短了大修時間。美國海軍要維持10艘可部署的彈道導彈潛艇，只需要12艘哥倫比亞級，其中2艘可進行維修。相比前型俄亥俄级，一般有3艘需要維修，無法使用，有時候更有4艘同時維修，因此合共需要14艘。由於美國與俄羅斯簽訂了新削減戰略武器條約，核彈頭的部置數目限制於1550枚，所以俄亥俄级最多只攜帶20枚導彈，沒有放滿24支導彈發射管。美國核武勢態評估（Nuclear Posture Review）認為，新型潛艇配備16支導彈發射管最為合適，可以減少運作成本，也滿足核威脅的戰略部署需求。
哥伦比亚级潛艇的初步設定規格：
- 設計壽命42年
- 服役期間不用更換核燃料
- 導彈發射管的直徑與前型俄亥俄级相同，長度足以容納現有的三叉戟II型導彈
- 船寬不少於前型俄亥俄级的42尺（13米）
- 導彈發射管由前型的24支減少到16支

此外，美軍及英軍潛艇共用相同的通用導彈模組及三叉戟II型導彈。通用導彈模組是2×2格的標準組件，可安裝4支導彈。

## 同級艦艇列表
| 序號 | 舷號     | 艇名                                    | 開工時間      | 下水時間 | 服役時間   | 母港 | 現狀   |
| 1    | SSBN-826 | 哥倫比亞特區號 USS District of Columbia | 2019年5月23日 |          | 預計2031年 |      | 建造中 |
| 2    | SSBN-827 | 威斯康辛號 USS Wisconsin                | 預計2024年    |          |            |      | 計畫中 |
| 3    | SSBN-828 | 格羅頓號 USS Groton                     |               |          |            |      | 計畫中 |
| 4    | SSBN-829 |                                         |               |          |            |      | 計畫中 |
| 5    | SSBN-830 |                                         |               |          |            |      | 計畫中 |
| 6    | SSBN-831 |                                         |               |          |            |      | 計畫中 |
| 7    | SSBN-832 |                                         |               |          |            |      | 計畫中 |
| 8    | SSBN-833 |                                         |               |          |            |      | 計畫中 |
| 9    | SSBN-834 |                                         |               |          |            |      | 計畫中 |
| 10   | SSBN-835 |                                         |               |          |            |      | 計畫中 |
| 11   | SSBN-836 |                                         |               |          |            |      | 計畫中 |
| 12   | SSBN-837 |                                         |               |          |            |      | 計畫中 |